# M. Nasir
Mohamad Nasir Mohamad or M. Nasir (Singapur, 4 de julio de 1957) es un cantante, compositor, productor, actor y director de cine malayo. Su carrera musical empezó a partir de 1979 cuando empezó a formar parte de la Nanyang Academy of Fine Arts en 1978, además fue productor ejecutico de la Polygram Singapore. En Malasia es considerado uno de los cantautores más famosos del momento, además que es amigo de otros artistas como Alleycats, Search, Wings, Ella, Ziana Zain, Hattan, Spider & recently, Mawi y brand new Misha Omar. Que para quienes también ha colaborado y compuesto canciones. 

## Temas musicales
- Hingga Akhir Nanti (Alleycats)
- Sekuntum Mawar Merah (Alleycats)
- Mustika (M. Nasir)
- Mentera Semerah Padi (M. Nasir)
- Fantasia Bulan Madu (Search)
- Istana Menanti (Rahim Maarof)
- Kerja Gila(Search)
- Sejati (Wings)
- Ukiran Jiwa (Awie)
- Mahligai Syahdu (Hattan)
- Senja Nan Merah (Awie & Ziana Zain)
- Menanti (Ella)
- Ghazal Untuk Rabiah (M. Nasir & Jamal Abdillah)
- Takdir Penentu Segala (Jamal Abdillah)
- Sandarkan Pada Kenangan (Jamal Abdillah & Siti Sarah)
- Kekasih Awal Dan Akhir (Jamal Abdillah)
- Tiara (Kris)
- Aku dah bosan (Amy Search)
- Nurnilan Sari (Awie & Search)
- Cinta Sakti (Def Gab C)
- Andalusia (M. Nasir)
- Phoenix Bangkit Dari Abu (M. Nasir)
- Cinta Dewa Dewi (Spider)
- Bagaikan Sakti (M. Nasir & Siti Nurhaliza)
- Aduh Saliha (Mawi)
- Juwita Cinta Terindah (M. Nasir)
- Angan dan Sedar (Mawi)
- Nafas Cahaya (Misha Omar)
- Dejavu (Syura)
- Mantera Beradu (Malique & M. Nasir)

En 2005 fue invitado para ser jurado en el reality Akademi Fantasia, donde apoyo a un competidor ahora cantante, Mawi

## Premios
Nasir ha recibido los siguientes reconocimientos: 
- Best Song Award (Malaysian Film Festival);
- Overall Winner Award three times in Juara Lagu;
- Four out of five awards for Juara Lagu (1994);
- Best Male Vocal and Best Rock Album in Anugerah Industri Muzik, 2000;
- Most Popular Male Singer; Best Album, Best Vocal Performance, Best Pop Album, Best Album Cover and Anugerah Sri Wirama at Anugerah Industri Muzik;
- Top Composer in Anugerah MACP (2002-2007 )
- Song of the Year - AIM 14 (2006) for Juwita Citra Terindah
- Song of the Year - AIM 16 (2008) for Nafas Cahaya sung by Misha Omar

## Discografía
- Untuk Pencinta Seni 1979
- Dia Ibuku 1981
- Kembara (with Kembara)1981
- Irama M.Nasir(instrumental lp of songs composed by M.Nasir)1982
- Perjuangan (with Kembara)1982
- Generasiku (with Kembara)1983
- 1404 Hijrah (with Kembara)1984
- Seniman Jalanan (with Kembara)1984
- Duit (with Kembara)1985
- Solo 1988
- Saudagar Mimpi 1992
- Canggung Mendonan 1993
- Srikandi Cintaku 1999
- Best Of Kembara (Compilations) 2001
- Best of M. Nasir Dengan Kembara (Compilations) 2001
- Phoenix Bangkit 2001
- Sang Pencinta 2006

## Filmografía
- Puteri Gunung Ledang (film) (2004) as Hang Tuah (Heroin: Tiara Jacquelina)
- Putih (2001) (voice) as Putera Aftus (Heroin: Erra Fazira)
- Salam Tajmahal (2000) (TV) as Master Ji (Heroin: Umie Aida)
- Perempuan melayu terakhir (1999) as Stage Actor (Heroin: Tiara Jacquelina)
- Merah (1997) as Hassan (Co-star Ziana Zain)
- Simfoni Duniaku (1993) as Jalal (Heroin: Fauziah Ahmad Daud)
- Balada (1993) as Desa (Heroin: Kuza)
- Selubung (1992) as Kamal (Heroin: Deanna Yusof)
- Fenomena (1990) as Azlan (Co-star : Ramona Rahman)
- Kembara Seniman Jalanan (1986) as Bujang/Jebat (Heroin: Khatijah Ibrahim)